# کلویی گریس مورتس
کلویی گریس مورتس (به انگلیسی: Chloë Grace Moretz) (تلفظ: ‎/məˈrɛts/‎؛ متولد ۱۰ فوریه ۱۹۹۷) بازیگر آمریکایی است. او کار بازیگری خود را در سال ۲۰۰۴ و در سن ۷ سالگی آغاز کرد و برای اولین بار نامزد دریافت جایزه هنرمند جوان برای اجرای بهترین نقش کودک برای بازی در فیلم «آمیتی‌ویل هارور» شد. مشهورترین فیلم‌های او تام و جری،۵۰۰ روز سامر، دفترچه خاطرات یک بی‌عرضه، کیک-اس، بگذار وارد شوم، هوگو، سایه‌های سیاه، کری، اگر بمانم، ایکوالایزر و آموزش اشتباه کامرون پست هستند. کارهای وی به عنوان مدل برای مجله‌های وُگ، ماری کلر و ال انجام شده است.

## اوایل زندگی
مورتس در آتلانتا، جرجیا زاده شد. پدرش یک جراح پلاستیک و مادرش یک سرپرستار است و دارای چهار برادر بزرگتر از خود است: برندون، تروور، کالین و ایتان. وی کارهایش در هالیوود را هنگامی آغاز کرد که خانواده‌اش به لس آنجلس در سال ۲۰۰۳ نقل مکان نمودند. او در نقش وایولت در دو قسمت مجموعه تلویزیونی نگهبان و به عنوان اولین کار خود در فیلم «قلب یک مخاطب» ظاهر شد. هنوز به دومین نقش بزرگ او در فیلم وحشت در آمیتی‌ویل نرسیده بود که نامزد دریافت جایزه هنرمند جوان برای اجرای بهترین نقش کودک شد.
بعد از آمیتی‌ویل، بازی او تحت تأثیر کارهای بزرگتری قرار گرفت و به‌طوری پیشرفت نمود که در چندین برنامه‌های تلویزیونی به عنوان مهمان ظاهر شد و نقشی را در فیلم خانه مامان بزرگ ۲ بازی کرد. همراه با بازی او در چندین سریال‌های سرشناس مانند نقش «کندی ستوکر» در نام من ارل است و «شری مالتبی» در کدبانوهای وامانده او در نسخه آمریکایی انیمیشن دوستان من تیگر و پو به صداپردازی کاراکتر نقش دوم انیمیشن داربی پرداخت. پس از نخستین نمایش فیلمش وحشت در آمیتی‌ویل، او در چندین نمایش فیلم‌های دیگر به صورت مهمان ظاهر شد. کلویی علاقه خاصی به فشن دارد و اغلب لباس‌هایی مطابق با سلیقه نوین خودش می‌پوشد.
در سال ۲۰۱۰، کلویی در نقش هیت گرل در فیلم کیک-اس به کارگردانی متیو وان و با تهیه‌کنندگی برد پیت ظاهر شد که توانست توجه تمامی صاحب‌نظران را به خود جلب کرده و انتقادهای مثبت فراوانی دریافت کرد. این فیلم اقتباسی از کتابی کمیک منتشر شده در سال ۱۹۹۹ توسط مارک میلار و جان رومیتا است. او در سال ۲۰۱۰ در نقش ابی، دختربچه خون‌آشام ۱۲ ساله در فیلم بگذار وارد شوم، نسخه بازسازی آمریکایی فیلم سوئدی آدم درست را راه بده ظاهر شد. در ۳۰ مارس ۲۰۱۰ کلویی در نقش"Little Ann" در فیلم ترسناک قتلگاه‌های تگزاس ظاهر شد.

## فیلم‌شناسی

### فیلم
| سال  | عنوان                             | نقش                      | یادداشت‌ها                |
| ---- | --------------------------------- | ------------------------ | ------------------------ |
| ۲۰۰۵ | وحشت در آمیتی‌ویل                  | چلسی لوتز                |                          |
| ۲۰۰۵ | قلب یک مخاطب                      | مالی                     |                          |
| ۲۰۰۵ | امروز خواهی مرد                   | دختر بیمارستان سنت توماس |                          |
| ۲۰۰۶ | خانه مامان بزرگ ۲                 | کری فولر                 |                          |
| ۲۰۰۶ | اتاق ۶                            | ملیسا نورمن              |                          |
| ۲۰۰۶ | چیزهای کوچک بد                    | اِما تونی                 |                          |
| ۲۰۰۷ | فیلم کریسمس سوپر اسلوث            | داربی (صدا)              | فیلم ویدئویی             |
| ۲۰۰۷ | زمین مقدس                         | سابرینا                  |                          |
| ۲۰۰۷ | ناخن سوم                          | هایلی                    |                          |
| ۲۰۰۸ | چشم                               | آلیشیا                   |                          |
| ۲۰۰۸ | خانه پوکر                         | کامی                     |                          |
| ۲۰۰۸ | تیزپا                             | پنی جوان (صدا)           |                          |
| ۲۰۰۹ | فراموش‌نشده                        | توبی بیشاپ               |                          |
| ۲۰۰۹ | ۵۰۰ روز سامر                      | راشل هانسن               |                          |
| ۲۰۰۹ | تیگر و پو و یک موزیکال            | داربی (صدا)              | فیلم ویدئویی (دی‌وی‌دی)    |
| ۲۰۰۹ | جک و لوبیای سحرآمیز               | جیلیان                   |                          |
| ۲۰۱۰ | کیک-اس                            | میندی مکریدی/ هیت گرل    |                          |
| ۲۰۱۰ | دفترچه خاطرات یک پسربچه بی‌عرضه    | آنجی استیدمن             |                          |
| ۲۰۱۰ | Super Duper Super Sleuths         | داربی (صدا)              | فیلم ویدئویی (دی‌وی‌دی)    |
| ۲۰۱۰ | بگذار وارد شوم                    | اَبی                      |                          |
| ۲۰۱۱ | Our Deal                          | ورونیکا                  | فیلم کوتاه               |
| ۲۰۱۱ | قتلگاه‌های تگزاس                   | آن اسلیگر کوچولو         |                          |
| ۲۰۱۱ | ساده‌لوح                           | لولی مک مولن             |                          |
| ۲۰۱۱ | هوگو                              | ایزابل                   |                          |
| ۲۰۱۱ | Scary Girl                        | اینید کریسینسکی          | فیلم کوتاه               |
| ۲۰۱۲ | سایه‌های سیاه                      | کارولین استودارد         |                          |
| ۲۰۱۳ | فیلم ۴۳                           | آماندا                   | بخش: «Middleschool Date» |
| ۲۰۱۳ | کیک-اس ۲                          | میندی مکریدی/ هیت گرل    |                          |
| ۲۰۱۳ | کری                               | کری وایت                 |                          |
| ۲۰۱۳ | خیزش دختران                       | راوی                     | فیلم مستند               |
| ۲۰۱۴ | کندذهن‌ها                          | آنیکا                    |                          |
| ۲۰۱۴ | ماپت‌ها: تحت تعقیب                 | دختر تحویل‌دهندهٔ روزنامه  | حضور افتخاری             |
| ۲۰۱۴ | ابرهای سیلس ماریا                 | جو-آن اِلیس               |                          |
| ۲۰۱۴ | اگر بمانم                         | میا هال                  |                          |
| ۲۰۱۴ | برابرساز                          | آلینا / تِری              |                          |
| ۲۰۱۴ | افسانه شاهدخت کاگویا              | کاگویا هورایسان (صدا)    | دوبلهٔ انگلیسی            |
| ۲۰۱۵ | جاهای تاریک                       | دیوندرا ورتزنر جوان      |                          |
| ۲۰۱۶ | موج پنجم                          | کیسی سالیوان             |                          |
| ۲۰۱۶ | همسایه‌ها ۲: انجمن خواهری برمی‌خیزد | شِلبی                     |                          |
| ۲۰۱۶ | مغز در آتش                        | سوزانا کاهالان           |                          |
| ۲۰۱۷ | من تو را دوست دارم، بابا          | چاینا تافر               |                          |
| ۲۰۱۷ | مجرم‌های نوامبر                    | فیبی «دیگِر»              |                          |
| ۲۰۱۸ | آموزش اشتباه کامرون پست           | کامرون پُست               |                          |
| ۲۰۱۸ | سوسپیریا                          | پاتریشیا هینگل           |                          |
| ۲۰۱۸ | گرتا                              | فرانسیس                  |                          |
| ۲۰۱۹ | کفش قرمز و هفت کوتوله             | سفیدبرفی (صدا)           |                          |
| ۲۰۱۹ | خانواده آدامز                     | ونزدی آدامز (صداپیشه)    |                          |
| ۲۰۲۰ | سایه در ابر                       | افسر پرواز ماود گرت      |                          |
| ۲۰۲۱ | تام و جری                         | کایلا فارستر             |                          |
| ۲۰۲۱ | خانواده آدامز ۲                   | ونزدی آدامز (صداپیشه)    |                          |
| ۲۰۲۱ | مادر اندروید                      | جُرجیا                    |                          |
| ۲۰۲۳ | نیمونا                            | نیمونا (صدا)             |                          |

| به آثاری اشاره دارد که در حال حاضر منتشر نشده‌اند | به آثاری اشاره دارد که در حال حاضر منتشر نشده‌اند |

### تلویزیون
| سال     | عنوان               | نقش         | یادداشت‌ها                                     |
| ------- | ------------------- | ----------- | --------------------------------------------- |
| ۲۰۰۴    | نگهبان              | وایولت      | ۲ قسمت                                        |
| ۲۰۰۵    | طرح خانواده         | چارلی جوان  | تله‌فیلم                                       |
| ۲۰۰۵    | نام من ارل است      | کَندی استوکر | قسمت: «Broke Joy's Fancy Figurine»            |
| ۲۰۰۶    | مدرسه جدید امپراتور | فوری (صدا)  | قسمت: «Kuzcogarten»                           |
| ۲۰۰۶–۰۷ | کدبانوهای وامانده   | شِری مالتبی  | ۲ قسمت                                        |
| ۲۰۰۷    | The Cure            | اِمیلی       | قسمت آزمایشی                                  |
| ۲۰۰۷–۰۸ | پول سکسی کثیف       | کیکی جورج   | ۷ قسمت                                        |
| ۲۰۰۷–۱۰ | دوستان من تیگر و پو | داربی (صدا) | ۸۷ قسمت                                       |
| ۲۰۱۱–۱۳ | ۳۰ راک              | کِیلی هوپر   | ۳ قسمت                                        |
| ۲۰۱۳    | بابای آمریکایی!     | هانی (صدا)  | قسمت: «Steve & Snot's Test-Tubular Adventure» |
| ۲۰۱۵    | میکی ماوس کلاب‌هاوس  | بودِلز (صدا) | قسمت: «Mickey's Monster Musical»              |
| ۲۰۲۲    | پریفرال             | فلین فیشر   | نقش اصلی                                      |

### صحنه
| سال  | عنوان    | نقش           | یادداشت‌ها    |
| ---- | -------- | ------------- | ------------ |
| ۲۰۱۴ | کتابخانه | کیتلین گابریل | پابلیک تییتر |

### نماهنگ
| سال  | ترانه                | هنرمند                        |
| ---- | -------------------- | ----------------------------- |
| ۲۰۱۰ | «Answer to Yourself» | د سافت پک                     |
| ۲۰۱۱ | «Our Deal»           | بست کست                       |
| ۲۰۱۱ | «Ouch»               | دیون برومفیلد با حضور میز برت |

### بازی‌های ویدئویی
| سال  | عنوان          | نقش صداپیشه           |
| ---- | -------------- | --------------------- |
| ۲۰۱۰ | کیک-اس: بازی   | میندی مکریدی/ هیت گرل |
| ۲۰۱۲ | بی‌آبرو         | امیلی کالدوین         |
| ۲۰۱۴ | کیک-اس ۲: بازی | میندی مکریدی/ هیت گرل |

## جوایز

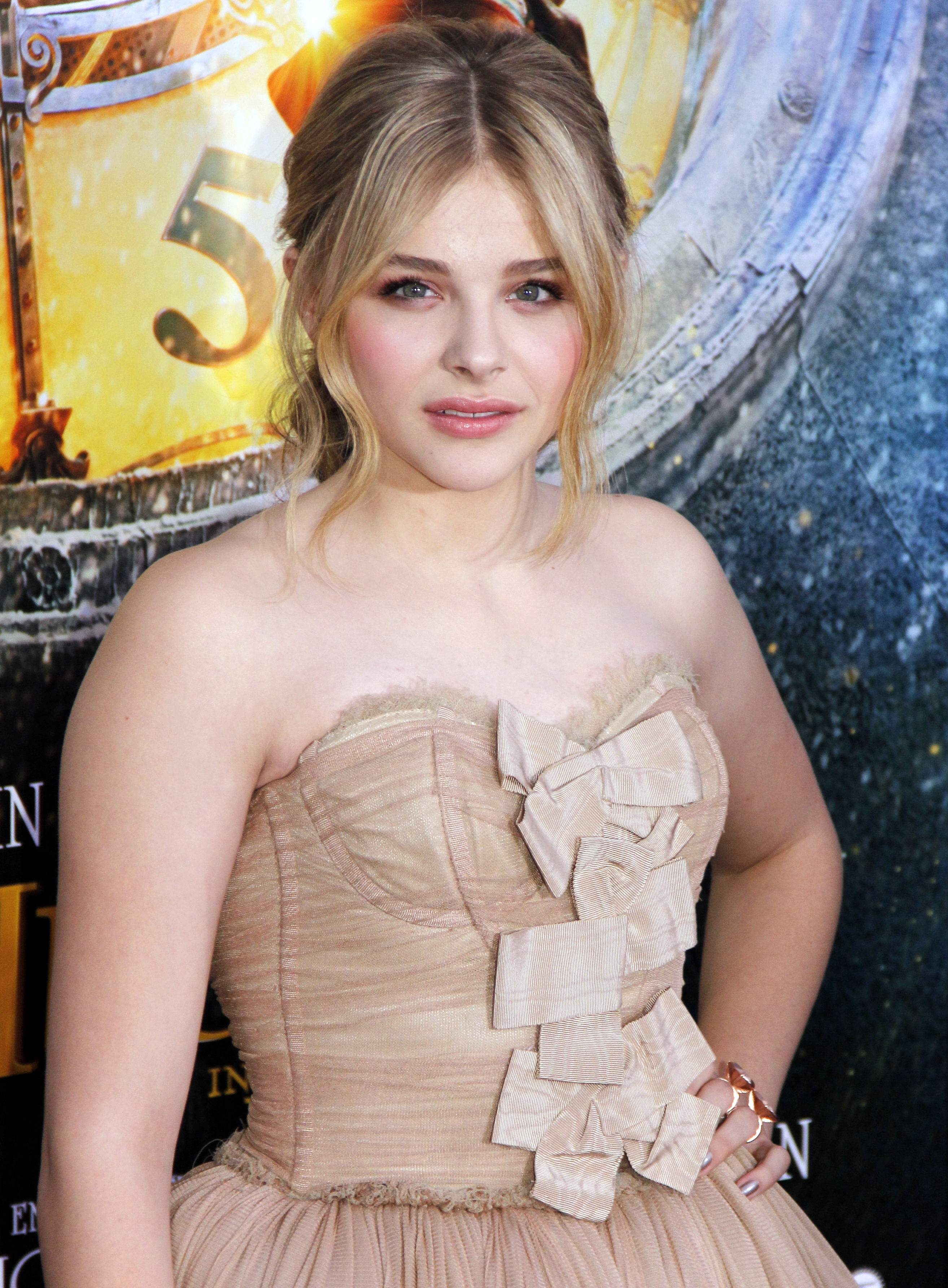
مورتز در اولین نمایش هوگو در شهر نیویورک در نوامبر ۲۰۱۱

| سال  | جایزه                                                        | کار                            | نتیجه    |
| ---- | ------------------------------------------------------------ | ------------------------------ | -------- |
| ۲۰۰۶ | بیست و هفتمین جایزه هنرمند جوان                              | آمیتی‌ویل هارور (فیلم ۲۰۰۵)     | نامزدشده |
| ۲۰۰۷ | بیست و هشتمین جایزه هنرمند جوان                              | خانه مامان گنده ۲              | نامزدشده |
| ۲۰۰۷ | بیست و هشتمین جایزه هنرمند جوان                              | کدبانوهای وامانده              | نامزدشده |
| ۲۰۰۸ | بیست‌ونهمین جایزه هنرمند جوان                                 | My Friends Tigger & Pooh       | نامزدشده |
| ۲۰۰۸ | بیست‌ونهمین جایزه هنرمند جوان                                 | Dirty Sexy Money               | نامزدشده |
| ۲۰۱۰ | سی‌ویکمین جایزه هنرمند جوان                                   | ۵۰۰ روز سامر                   | نامزدشده |
| ۲۰۱۰ | جوایز برگزیده نوجوانان                                       | کیک-اس                         | نامزدشده |
| ۲۰۱۰ | جایزه اسکریم                                                 | کیک-اس                         | نامزدشده |
| ۲۰۱۰ | جایزه اسکریم                                                 | کیک-اس                         | نامزدشده |
| ۲۰۱۰ | جایزه اسکریم                                                 | کیک-اس                         | برنده    |
| ۲۰۱۱ | جایزه هنرمند جوان                                            | کیک-اس                         | نامزدشده |
| ۲۰۱۱ | en:MTV Movie Award for Best Breakthrough Performance         | کیک-اس                         | برنده    |
| ۲۰۱۱ | جایزه سینمایی ام‌تی‌وی برای بهترین قهرمان                      | کیک-اس                         | برنده    |
| ۲۰۱۱ | جایزه سینمایی ام‌تی‌وی برای هنرپیشه گردن کلفت                  | کیک-اس                         | برنده    |
| ۲۰۱۱ | en:MTV Movie Award for Best Fight (shared with مارک استرانگ) | کیک-اس                         | نامزدشده |
| ۲۰۱۱ | جایزه انجمن منتقدان پخش‌کننده فیلم                            | کیک-اس & بگذار وارد شوم        | نامزدشده |
| ۲۰۱۱ | en:Empire Award for Best Newcomer                            | کیک-اس & بگذار وارد شوم        | برنده    |
| ۲۰۱۱ | en:Saturn Award for Best Performance by a Younger Actor      | بگذار وارد شوم                 | برنده    |
| ۲۰۱۱ | Scream Award for Best Horror Actress                         | بگذار وارد شوم                 | برنده    |
| ۲۰۱۱ | جایزه هنرمند جوان                                            | بگذار وارد شوم                 | نامزدشده |
| ۲۰۱۱ | Young Artist Award for Best Performance in a Feature Film    | دفترچه خاطرات یک بی‌عرضه (فیلم) | برنده    |
| ۲۰۱۲ | People's Choice Award Favorite Movie Star Under ۲۵           | هوگو (فیلم)                    | برنده    |
| ۲۰۱۲ | CinemaCon BSA Award for Female Star of Tomorrow Award        | هوگو (فیلم)                    | برنده    |
| ۲۰۱۲ | جایزه هنرمند جوان                                            | هوگو (فیلم)                    | برنده    |
| ۲۰۱۲ | Saturn Award Best Performance by a Younger Actor             | هوگو (فیلم)                    | نامزدشده |
| ۲۰۱۲ | Women in Film Crystal Awards Face of the Future              |                                | برنده    |
| ۲۰۱۳ | Saturn Award Best Performance by a Younger Actor             | سایه‌های سیاه                   | نامزدشده |
| ۲۰۱۳ | MTV Movie Award for Biggest Teen Bad Kicking Ass             | کیک-اس ۲: گلوله‌ها به دیوار     | برنده    |
| ۲۰۱۴ | Saturn Award Best Performance by a Younger Actor             | کری (فیلم ۲۰۱۳)                | برنده    |
| ۲۰۱۴ | en:InStyle Social Media Awards for Trendiest Teen Queen      | —                              | برنده    |
| ۲۰۱۴ | 1st en:People Magazine Awards for Next Generation Star       | —                              | برنده    |
| ۲۰۱۴ | Young Hollywood Awards Fan Favorite Actor Female             | —                              | برنده    |
| ۲۰۱۵ | People's Choice Award Favorite Dramatic Movie Actress        | —                              | برنده    |
| ۲۰۱۵ | Saturn Award Best Performance by a Younger Actor             | ایکوالایزر (فیلم)              | نامزدشده |
| ۲۰۱۵ | Teen Choice Award for Choice Movie Actress: Drama            | اگر زنده بمانم (فیلم)          | برنده    |